# Mazey Day
A Mazey Day a Fekete tükör című brit sci-fi sorozat huszonhatodik epizódja, amit a sorozat showrunnere, Charlie Brooker írt és Uta Briesewitz rendezett. 2023. június 15-én mutatta be a Netflix, a hatodik évad többi részével egyszerre.
A történet a sorozattól szokatlan módon a múltban, 2006-ban játszödik, ahol is egy Bo nevű paparazzi jár az autóbalesetet szenvedett sztár, Mazey Day nyomában. Nemcsak ettől szokatlan az epizód, hanem attól is, hogy a cselekményében megjelenik a természetfeletti is, ugyanis Mazey Day teliholdkor vérfarkassá változik. A forgatás 2022 nyarán zajlott Spanyolországban.
40 perces hosszával az egész sorozat legrövidebb epizódja, és olyan témákat tárgyal ki, mint a lesifotósok gátlástalansága a hírességekkel szemben, valamint a minél jobb fénykép üldözésése. A kritikák általában véve negatívak voltak, főként az epizód témája miatt, valamint a színészi alakítások gyengesége okán, egyedül Zazie Beetz játékát kiemelve.

## Cselekmény
2006-ban Bo, a paparazzi fényképeket készít egy hírességről egy motel előtt, akinek egy másik férfival van szexuális kapcsolata. Az illető felajánl ugyan 500 dollárt azért, ha törli a képeket, de Bo darabjáért 300 dollárt kap, ezért nem teszi meg. A férfi később öngyilkos lesz. Bo kollégái, Hector, Whitty és Duke piszkos módszerekkel dolgoznak. Egy hírességet a róla kiszivárgott szexvideóval kapcsolatosan provokálják, és Whitty közben még ocsmányságokat is vág a fejéhez, hogy elkészüljenek az elvárt fotók. Amikor a nő ellenkezni próbál, akkor Whitty rögtön perrel fenyegeti meg, ha egy ujjal is hozzáér. Mindezen élmények hatására Bo úgy dönt, otthagyja az állását.
Mazey Day színésznő autóbalesetet szenved, miután bort és pszichedelikus gombát fogyasztott Csehországban egy forgatás során, és már két hete senki nem látta. Az ügynökség 30 ezer dolláros díjat tűz ki annak, aki elsőként szállít róla fényképet. Bo, aki egyébként is összeveszett a lakótársával az elmaradt lakbér miatt, úgy dönt, megszerzi a pénzt, ezért leköveti Mazeyt. Egy újságcikkben olvasott egy producer házáról, ahová Mazey vissza szokott vonulni, és ezen a nyomon indul meg ő is. Közben Mazey rémálmoktól szenved, éjszaka szétveri a szoba berendezését, Dr. Babich pedig azt ajánlja neki, hogy töltse a hétvégét az ezoterikus gyógyászati központjában. Bo követi őt kocsival, de a sofőr szándékosan tönkreteszi a gumijait. Ezért segítséget hív: Hector viszi őt motoron, Whitty és Duke pedig szintén megérkeznek, mert ők meg Hector nyomában járnak, nehogy lemaradjanak valamiről.
Betörnek a klinikára, és meg is találják Mazeyt kikötözve egy szobában, ami tele van kecskékkel. Miközben Bo elengedi őt, a többiek vadul elkezdenek fényképezni. hiába mondja, hogy menjenek. Közben feljön a telihold, Mazey pedig vérfarkassá változik. Whitty és Duke tovább fényképeznek, de hamarosan meghalnak. Bo és Hector el tudnak menekülni, miközben a vérfarkas megtámad egy ismeretlen személyt, és egy rendőr segítségét próbálják kérni. Bo meg akarja szerezni a rendőr fegyverét, ezért az megbilincseli őt.
A vérfarkas megérkezik, és végül megtámad mindenkit, kivéve őt, akinek mégis sikerül megszerezni a fegyvert és lelövi. Mielőtt Hector meghalna, átadja Bónak a fényképezőgépet. Az erősen vérző és emberi formáját visszanyert Mazey könyörögni kezd Bónak, hogy lője le. Bo ehelyett átadja neki a fegyvert, hogy legyen öngyilkos, miközben ő lefényképezi.

## Szereplők
| Szerep    | Színész       | Magyar hang        |
| --------- | ------------- | ------------------ |
| Bo        | Zazie Beetz   | Bogdányi Titanilla |
| Mazey Day | Clara Rugaard | Koller Virág       |
| Hector    | Danny Ramirez | Fehér Tibor        |
| Whitty    | Robbie Tann   | Dévai Balázs       |
| Duke      | James P. Rees | Kapácsy Miklós     |
| Nathan    | David Rysdahl | Kékesi Gábor       |
| Terry     | Jack Bandeira | Szabó Andor        |
| Clay      | Corey Johnson | Kőszegi Ákos       |

## Az epizód készítése
A cselekmény a 2000-es években játszódik, amikor a kamerás mobiltelefonok még éppen csak kezdtek elterjedni, ezért nem volt olyan egyszerű akárkinek fotókat készíteni. A hatodik évad epizódjaira egyébként is jellemző, hogy kiléptek a sorozat által korábban lefektetett keretek közül, különös tekintettel az elsőnek leforgatott, "79-es démon" című rész. Új nézőpontból, nem a technika emberekre gyakorolt hatásáról, hanem a rossz emberi döntésekről szóló történetek készültek. A "79-es démon"-hoz hasonlóan ezt a részt is eredetileg a "Vörös tükör" (Red Mirror) főcímmel akarták bemutatni, de Brooker úgy döntött, hogy maradjon a hagyományos, éppen azért, hogy a természetfelettivel kapcsolatos csavar a cselekményben legyen elrejtve.
A forgatás a spanyolországi Málaga tartomámnyban zajlott, "Red Book" álnéven, Az éjszakai erdei jelenetek forgatását veszélyesnek ítélték meg, ezért azok is nappal készültek el. A vizuális effektekért a Framestore nevű brit cég volt a felelős, köztük a vérfarkas animációjáért illetve az átváltozásért, de Málaga hátterét is úgy módosították, mintha az Los Angeles lenne.
A szereplők a 2000-es évek kulturális utalásait és aszlenget improvizálták, továbbá megfigyelték az ekkoriban tevékenykedő lesifotósok munkáját is. Britney Spears és Amy Winehouse dokumentumfilmjei mellett a 2010-es Ron Galella fotósról szóló "Smash His Camera" című filmet is megtekintették. A karakterek sorsa különleges: kénytelenek betörni mások privát szférájába, csak azért, hogy azzal pénzt keresve fenntarthassák a sajátjukat. Mazey Day karaktere pedig a hírnév és a siker érdekében egyfajta fausti alkut kötött - hiába vannak rajongói, akik imádják, Mazey magányos.
Az epizód végi csavart számos előjel fedi fel. Mazey megsebesít egy vérfarkast, amikor kiszáll az autójából, miután az megharapta őt. A baleset idején telihold volt, az egyik rendőr meg is jegyzi, hogy egy emberi holttestet találtak. A néző eddig a pontig azt hiheti, hogy mindent Mazey bűntudatán és függőségén keresztül látunk. A Mazey orvosa által elmondottak és a kecskék azonban egyre inkább a csattanó felé viszik a cselekményt. Az egyik dal, ami szól, a Muse-tól a "Supermassive Black Hole", ami a vérfarkasokat is szerepeltető Alkonyat-filmekben is számtalanszor elhangzik.

## Forráshivatkozások
1. ↑  The ending of Black Mirror's Mazey Day episode explained (brit angol nyelven). Cosmopolitan, 2023. június 15. (Hozzáférés: 2023. szeptember 7.)
2. ↑  Flood, Alex: 'Black Mirror' season six post-watch guide: trivia, set secrets and more (brit angol nyelven). NME, 2023. június 16. (Hozzáférés: 2023. szeptember 7.)
3. ↑  Charlie Brooker Breaks Down Every Episode of 'Black Mirror' Season Six (amerikai angol nyelven). Esquire, 2023. június 15. (Hozzáférés: 2023. szeptember 7.)
4. ↑  Bojalad, Alec: Black Mirror Season 6 Episode 4 Review: Mazey Day (amerikai angol nyelven). Den of Geek, 2023. június 15. (Hozzáférés: 2023. szeptember 7.)
5. ↑  Roberts, Hannah: Atlanta star Zazie Beetz says filming for Black Mirror was ‘hazardous’ (angol nyelven). Evening Standard, 2023. június 16. (Hozzáférés: 2023. szeptember 7.)
6. ↑  http://www.gorillaweb.co.uk:+NVIZ delivers VFX and Graphics for Black Mirror Season 6. (angol nyelven). www.nviz-studio.com. (Hozzáférés: 2023. szeptember 7.)
7. ↑  Ramachandran, Naman: ‘Black Mirror’ Star Anjana Vasan Talks ‘Demon 79,’ Working With Charlie Brooker and Color Blind Casting (amerikai angol nyelven). Variety, 2023. június 16. (Hozzáférés: 2023. szeptember 7.)
8. ↑  White, Abbey: ‘Black Mirror’ Stars Zazie Beetz, Danny Ramirez on the Tragedy and Monstrosities Behind “Mazey Day” (amerikai angol nyelven). The Hollywood Reporter, 2023. június 21. (Hozzáférés: 2023. szeptember 7.)

## Fordítás
Ez a szócikk részben vagy egészben  a   Mazey Day (Black Mirror) című angol Wikipédia-szócikk ezen változatának fordításán alapul.  Az eredeti cikk szerkesztőit annak laptörténete sorolja fel. Ez a jelzés csupán a megfogalmazás eredetét és a szerzői jogokat jelzi, nem szolgál a cikkben szereplő információk forrásmegjelöléseként.